# Terenura
Terenura är ett fågelsläkte i familjen myrfåglar inom ordningen tättingar: Släktet omfattar endast två arter som förekommer från östra Brasilien till nordöstra Argentina:
- Streckhuvad myrsmyg (T. maculata)
- Orangebukig myrsmyg (T. sicki)

Tidigare inkluderade släktet arter som idag placeras i Euchrepomis.